# ژئودزی ماهواره‌ای

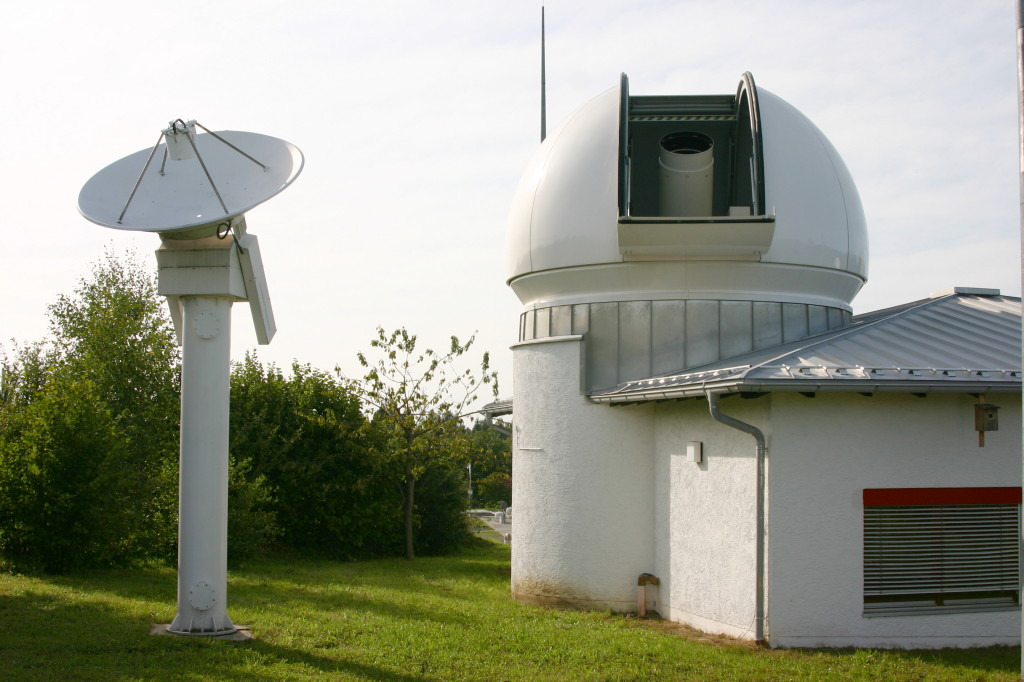
Wettzell Laser Ranging System, a satellite laser ranging station

زمین‌سنجی ماهواره‌ای یا ژئودزی ماهواره‌ای (به انگلیسی: SATELLITE GEODESY) به تمام فرایندهایی که طی آن اهداف ژئودزی کلاسیک با استفاده از ماهواره‌ها حاصل می‌گردد، ژئودزی ماهواره‌ای گفته می‌شود.

## نقشه برداری
یکی از مهمترین اعمالی که در نقشه برداری با آن سروکار داریم، تعیین موقعیت نقاط پایه در بعد سطح و ارتفاع می‌باشد. این نقاط از اهمیت خاصی برخوردار بوده و اساس کار را تشکیل می‌دهند. در نقشه برداری کلاسیک تعیین موقعیت نقاط به صورت زمینی انجام می‌گیرد که مشکلات خاص خود را دارد، از جمله تعیین موقعیت نقاط در فواصل زیاد، وجود کرویت زمین، شکل توپوگرافی بعضاً محدودکننده، بستگی به شرایط آب و هوایی و....  نمونهٔ کار کلاسیک، کار با دوربین‌های داپلر، برای تعیین نقاط کنترل زمین واقع در شبکه یا تعیین موقعیت جزایر یا قاره¬ها است که به صورت زمینی استفاده می‌شدند. با پیشرفت صنایع و تکنولوژی ریزپردازنده‌ها (Micro Processor) ابزارهای محاسباتی در سطح وسیعی عرضه شدند که در تمامی زمینه‌ها نیز گسترش پیدا کردند. فیزیک جدید (به ویژه فیزیک ماکسول) و ریاضیات پیشرفته دریچه نوینی را بر تمامی علوم از جمله نقشه برداری باز کرد. به تبع این پیشرفت‌ها نقشه‌برداری نوین (Automatic surveying) پا به عرصه ظهور گذاشت. این علم مدرن به نوبه خود باعث انقلابی در  روش‌های تعیین موقعیت کلاسیک (غالباً با استفاده از نجوم) گردید. در این بین، سیستم تعیین موقعیت ماهواره‌ای توسط متخصصان این فن به وجود آمد. سیستم تعیین موقعیت ماهواره‌ای، سیستمی است که با استفاده از امواج ارسالی منعکس شده از اجرامی که به دور زمین در گردش هستند، موقعیت نقاط در سطح یا نزدیک سطح زمین را تعیین می‌کند. SLR، LLR  از نمونه‌های بارز این سیستم می‌باشند.

## (Satellite Laser Ranging  (SLR
از این سیستم در تعیین موقعیت مطلق نقاط استفاده می¬شود که اساس کار آن به شرح زیر است:
یک پالس لیزری در ایستگاه زمینی تولید و از طریق یک سیستم اپتیکی به ماهواره ارسال می‌گردد. این پالس توسط Retro-Reflector (بازتابنده‌ای که امواج را در امتداد ارسالی منعکس می‌کنند) موجود در ماهواره منعکس و دوباره توسط گیرنده در ایستگاه زمینی دریافت می‌شوند. زمان سیر موج از قرائت ساعت در گیرنده قابل حصول است(t∆). لذا معادله مشاهده به صورت می‌باشد   d=C∆t/۲ که d فاصله بین ماهواره و ایستگاه زمینی و C سرعت نور است.

## (Lunar Laser Ranging (LLR
این سیستم مشابه سیستم SLR بوده با این تفاوت که رفلکتورها  بر روی کره¬ی ماه نصب شده‌اند. از سال ۱۹۶۹ (پیاده شدن نخستین انسان در ماه) به بعد تعیین فواصل دقیق بین ایستگاههای زمینی و ماه با کمک تکنیک‌های فاصله یابی لیزری امکان پذیر شد. سه دسته رفلکتور توسط آپولوهای  ۱۱ و ۱۴ و۱۵ در سطح ماه نصب شده‌اند که مثلثی به ابعاد ۹۵۰  و ۱۱۰۰ و ۱۲۵۰ کیلومتر را تشکیل می‌دهند.
از دیگر سیستم‌های تعیین موقعیت ماهواره‌ای می‌توان به VLBI (براساس امواج ارسالی از کوازرها)، DORIS  (بر مبنای اندازه‌گیری شیفت داپلر)، ترانزیت (بر مبنای اندازه¬گیری شیفت داپلر) و غیره اشاره کرد.

### معایب
- عدم کارایی مناسب در شرایط نامساعد جوی و تمامی اوقات شبانه روز
- لزوم برقراری دید بین ایستگاه¬های مجاور
- عدم حذف خطاهای مؤثر از قبیل خطای یونسفر و تروپوسفر و خطای مسیری

## GPS
در سال ۱۹۷۴ ایده طراحی شبکه GPS یا سیستم موقعیت یابی جهانی برای تعیین موقعیت نقاط با اهداف نظامی توسط ایالات متحده آمریکا (وزارت دفاع آمریکا DOD) تحت مطالعه قرار گرفت و در سال ۱۹۸۳ اولین ماهواره GPS پرتاب شد. در سال ۱۹۸۸ با تلفیق INS با این سیستم آمریکا به هدف خود برای استفاده از این سیستم در زمینه نظامی (هدایت موشکهای کروز) دست پیدا کرد که اوج استفاده از آن برای اهداف نظامی در جنگ خلیج فارس بود.

## GPSNAVSTAR
یک سیستم ناوبری رادیویی ماهواره‌ای است که اطلاعات مربوط به موقعیت دقیق سه بعدی و زمان را برای استفاده کنندگانی که به گیرنده‌های خاص مجهز باشند، فراهم می‌آورد. این سیستم پیوسته در کلیه نقاط سطح زمین در دسترس است و شرایط آب و هوایی برآن تأثیری ندارد.